# Bad Wiessee
Bad Wiessee is een gemeente in de Duitse deelstaat Beieren, en maakt deel uit van het Landkreis Miesbach.
Bad Wiessee telt 5.101 inwoners.

## Partnersteden
- Dourdan, sinds 1963.[2]

## Geboren
- Michael Ande (1944), acteur (Der Alte)

## Overleden
- Arthur Eichengrün (1867-1949), scheikundige
- Frieda Hodapp (1880-1949) pianiste
- Jan Sassen (1884-1962), Nederlands burgemeester

## Begraven
- Werner von Blomberg (1878-1946), generaal-veldmaarschalk
- Albert Kesselring (1885-1960), veldmaarschalk

Bad Wiessee ·
Bayrischzell ·
Fischbachau ·
Gmund am Tegernsee ·
Hausham ·
Holzkirchen ·
Irschenberg ·
Kreuth ·
Miesbach ·
Otterfing ·
Rottach-Egern ·
Schliersee ·
Tegernsee ·
Valley ·
Waakirchen ·
Warngau ·
Weyarn